# Henry Way Kendall
Henry Way Kendall, född 9 december 1926 i Boston, Massachusetts, död 15 februari 1999 i Wakulla Springs State Park, Florida, var en amerikansk fysiker som mottog Nobelpriset i fysik 1990. Han delade priset med landsmannen Jerome I. Friedman och kanadensaren Richard E. Taylor. De fick priset med motiveringen "för deras banbrytande undersökningar rörande starkt inelastisk spridning av elektroner mot protoner och bundna neutroner, vilka haft en avgörande betydelse för utvecklingen av kvarkmodellen inom partikelfysiken".
Kendall tog doktorsexamen vid Massachusetts Institute of Technology (MIT) 1955. Han forskade vid Stanford University 1956-1961 varefter han flyttade tillbaka till MIT där han blev professor 1967.
Kendall grundade Union of Concerned Scientists en sammanslutning som engagerat sig i frågor alltifrån global uppvärmning och miljöförstöring till det amerikanska missilförsvaret och kärnenergi.
Friedman, Kendall och Taylor utförde tillsammans den forskning som gav upphov till Nobelpriset, vid Stanford Linear Accelerator Center (SLAC) vid Stanford University i Kalifornien. I en serie experiment mellan 1967 och 1973 använde man partikelacceleratorer för att rikta en stråle av elektroner med hög energi mot protoner och neutroner. De fann att det sätt på vilket elektronerna spreds vid kollisionerna tydde på att både protoner och neutroner består av små elektriskt laddade partiklar. Efter hand stod det klart att dessa partiklar motsvarade de kvarkar som hade föreslagits 1964 av Murray Gell-Mann och George Zweig.